# Varilux
Varilux é uma marca que pertence à Essilor International, líder mundial em lentes oftálmicas de óculos. O nome é usado para designar a primeira lente multifocal para correção da vista cansada (ou presbiopia), inventada por Bernard Maitenaz. A lente Varilux caracteriza-se pela correção da visão de perto, intermediária e de longe. A primeira versão da lente foi lançada em 1959.

## Histórico
Seguindo os passos de seu pai e seu avô, Bernard Maitenaz entrou para a Société des Lunetiers (que depois se tornou Essel e hoje é a Essilor) em 1948 como engenheiro pesquisador após concluir seus estudos na École Nationale Supérieure des Arts et Métiers e no Institut d’Optique.
A ideia das lentes multifocais surgiu quando ele experimentou os óculos bifocais de seu pai. Ele considerava que a transição abrupta de potência proporcionada pelos bifocais não era natural e acreditava que seria mais racional usar uma lente que corrigisse a visão de longe na parte superior da lente, a visão intermediária no meio e a visão de perto na parte inferior.
Em 2 de março de 1951, Bernard Maitenaz depositou um envelope no Instituto Nacional de Propriedade Intelectual da França que continha quatro desenhos e dados mecânicos que tornariam possível a fabricação das lentes multifocais modernas. Em 25 de novembro de 1953, a Essel deu entrada no primeiro pedido de patente da sua invenção.
Depois da fase das patentes e dos cálculos, a lente multifocal como conceito parecia ser possível, mas ainda teria que ser fabricada. Maitenaz e sua equipe começaram a produzir lentes multifocais utilizando uma variedade de técnicas improvisadas e, em 1958, a Essel desenvolveu uma máquina capaz de fabricá-las em massa.
Após testar os resultados em 46 indivíduos no decorrer do mês de janeiro de 1959, foram registradas 5 classificações «excelentes», 29 «boas», 2 «médias» e 10 «ruins».
A marca Varilux
Com a proximidade do lançamento do produto, várias estratégias de preço foram elaboradas. Ao final, ficou estabelecido que a invenção de Maitenaz ficaria entre as lentes bifocais, Diachrolux, e as lentes trifocais, Trilux, da Essilor. Sem precisar de grandes debates, a lente multifocal de Maitenaz foi batizada de acordo com a nomenclatura dos outros produtos premium: Varilux. A lente foi lançada oficialmente em maio de 1959, no Hotel Lutetia em Paris, França.
Sucesso internacional
Após o lançamento da lente Varilux, a Essel colocou em prática um plano para apresentar a lente Varilux fora da França. Através de uma série de parcerias e acordos de distribuição, a lente Varilux começou a ser comercializada em vários países na década de 1960, inclusive Holanda, Alemanha, Grã-Bretanha, Estados Unidos, Canadá, Brasil e Japão.
De um volume de vendas de 6000 lentes em 1950 a 2 000 000 em 1969, a lente Varilux tornou-se um empreendimento de grande sucesso, mas ainda havia no mercado algumas questões relacionadas ao tempo de adaptação à lente. Maitenaz e sua equipe, que continuavam trabalhando para aprimorar sua invenção original utilizando novas tecnologias e cálculos, estavam projetando uma nova lente multifocal com menos aberrações e mais conforto.
Varilux 2
No início de 1969, duas empresas dominavam o mercado de lentes oftálmicas na França: a Essel e a Silor. Embora ambas tivessem suas próprias grandes inovações (a Essel com a Varilux e a Silor com a Orma 1000, de material orgânico), não tinham uma atuação muito significativa no mercado internacional. Em 1o de janeiro de 1972, foi criada a Essilor, resultado da fusão da Essel e da Silor.
A partir dessa fusão, a Essilor lançou a Varilux 2 na Europa, que adotava um desenho melhor sobre uma lente mais leve a fim de proporcionar maior conforto geral. Ela foi considerada um aprimoramento significativo do produto original.
Nova geração de lentes Varilux
À medida que novas tecnologias e novos processos de fabricação eram desenvolvidos, os esforços de pesquisa voltados para as lentes Varilux persistiam. Em 1988, o resultado chegou com as lentes Varilux Multi-Design, ou VMD. Ao final de década de 1980, a Essilor se tornaria a líder mundial na fabricação de produtos de óptica oftálmica.
Em 1993, as lentes Varilux Comfort foram lançadas e se tornaram as lentes multifocais mais vendidas no mundo. As novas técnicas de surfaçagem desenvolvidas pela Essilor tornaram a adaptação muito mais rápida do que com as lentes multifocais anteriores e ofereciam muito mais conforto visual em todas as distâncias.
Finalmente, com a chegada do século XXI, a Essilor lançou as lentes Varilux Panamic (2000), Varilux Pix (2004), Varilux Physio (2006) e Varilux Ipseo (2008).

## Pesquisa e desenvolvimento
Com o lançamento das lentes Varilux Comfort em 1993, a Essilor desenvolveu o método do ciclo dióptrico, tornando possível a calibragem das características das lentes para aumentar a satisfação do usuário. Ele consiste na repetição de cálculos e medidas até que um resultado eficaz seja alcançado pelo usuário. Ele é composto por cinco estágios:
- Coleta de dados fisiológicos do usuário
- Desenho óptico
- Criação de protótipos das lentes
- Controle de medidas
- Testes clínicos

Em 2008, as lentes Varilux Ipseo New Edition foram projetadas utilizando o sistema de Realidade Virtual da Essilor.

## Varilux Experience
Em 2008, a Essilor projetou a Varilux Experience (Experiência Varilux), um conceito de simulação virtual utilizando as várias soluções oftálmicas oferecidas a quem precisa corrigir a vista cansada (presbitas), após os 40 anos.
Com a Varilux Experience é possível fazer a demonstração das tecnologias utilizadas para produzir as lentes Varilux, muito semelhante ao que ocorre nos laboratórios de pesquisa, de forma a oferecer um auxílio de comunicação eficaz para os oftalmologistas, profissionais de óptica e os usuários de óculos.
Em uma sala de projeção para filmes 3D, a platéia munida de óculos especiais acompanha os passos de um jovem rapaz com vista cansada (presbitas). Passo a passo, ele experimenta a visão produzida por lentes monofocais, bifocais, lentes multifocais padrão e, finalmente, lentes Varilux.
A estreia mundial da Varilux Experience marcou o 50º aniversário das lentes Varilux, durante a feira internacional de óptica, SILMO, realizada de 30 de outubro a 2 de novembro de 2008 em Port de Versailles, Paris.

## Desenhos Varilux
1959Varilux
Como primeira lente multifocal, a Varilux permitiu que usuários presbitas pudessem ver confortavelmente a qualquer distância.
1972Varilux 2
Com a fusão da Essel e da Silor (criando a Essilor), novas inovações foram incorporadas na Varilux 2, a lente que representa um avanço significativo em termos de conforto e facilidade de adaptação. Graças aos aprimoramentos nas etapas e nos processos de fabricação, a qualidade da lente ficou ainda melhor.
Essa lente também foi importante porque ela introduziu o método do ciclo dióptrico, uma ferramenta de pesquisa que torna possível calibrar as características das lentes para aumentar a satisfação do usuário. Esse processo ainda é utilizado atualmente.
1988Varilux Multi-Design
Uma inovação importante para prescrições (graus de correção) mais altas, a lente VMD tornou possível preservar o alcance do campo de visão de perto, independentemente do grau de adição (grau para enxergar de perto).
1993Varilux Comfort
Como campeã de vendas da Essilor, a lente Varilux Comfort foi submetida a diversos estudos. Ela foi o primeiro produto projetado para levar em conta os critérios ergonômicos visuais. Esse avanço resultou em adaptação mais rápida à lente e maior conforto postural para o usuário.
2000Varilux Panamic
O desenho da lente Varilux Panamic baseia-se numa tecnologia que controla os parâmetros da visão central, periférica e binocular e é chamada de Global Design Management. Assim, essa lente oferece campos de visão mais amplos e fácil adaptação.
2004Varilux Pix
A lente Varilux Pix permite que as pessoas com vista cansada (presbitas) escolham armações menores sem perder o conforto visual.
2006Varilux Physio
A lente multifocal Varilux Physio caracteriza-se por um aumento de 30% no contraste de cores e por campos de visão mais amplos. Ela conquistou essa performance a partir de uma inovação patenteada chamada W.A.V.E. Technology que associa um método de cálculo da óptica da lente, o sistema de controle da frente de onda Wavefront Magement System da Essilor e a surfaçagem digital avançada.
Essa lente multifocal também está disponível como Varilux Physio 360 que exige mais medições e, por isso mesmo, é mais personalizada de acordo com as necessidades visuais do usuário.
2008Varilux Ipseo New Edition
A lente Varilux Ipseo New Edition é a primeira lente desenhada e testada utilizando-se um simulador visual. A lente é personalizada de acordo com o comportamento visual do usuário, utilizando 10 critérios de personalização. Para fazer isso, ela usa o Vision Print System que faz um diagnóstico pessoal dos movimentos dos olhos e da cabeça do usuário..